# Laboratoire de physique et mécanique des milieux hétérogènes
Le Laboratoire de physique et mécanique des milieux hétérogènes est une unité mixte de recherche (UMR 7636) en physique et génie mécanique rattaché à l'École supérieure de physique et de chimie industrielles de la ville de Paris, l'université Pierre-et-Marie-Curie, l'université Paris VII - Diderot et le Centre national de la recherche scientifique.